# Języki tackie
Języki tackie – zespół bardzo blisko spokrewnionych ze sobą języków w podgrupie południowo-zachodnioirańskiej.

## Klasyfikacja Merritta Ruhlena
Języki irańskie
- Języki zachodnioirańskie
  - Języki południowo-zachodnioirańskie
    - Języki perskie
    - Języki fars
    - Języki luri
    - Języki tackie
      - Język tacki

## Klasyfikacja Ethnologue
Języki irańskie
- Języki zachodnioirańskie
  - Języki południowo-zachodnioirańskie
    - Języki fars
    - Języki luri
    - Języki perskie
    - Języki tackie
      - Język tacki (islamski)
      - Język judeo-tacki